# Susan Harrison
Susan Harrison (Leesburg, Florida, 1938. augusztus 26. – Los Angeles, Kalifornia, 2019. március 5.) amerikai színésznő.

## Élete és pályafutása
A New York-i Előadóművészeti Középiskolában érettségizett. 1956-ban mutatkozott be egy tv-sorozatban. Első mozifilmes szerepét 1957-ben A siker édes illata (Sweet Smell of Success) című filmben kapta. 1960-ban mutatták be második mozifilmjét a Key Witness-t. 1963-ig játszott tv-sorozatokban és Broadway-darabokban, majd visszavonult és családjának szentelte életét.

## Filmjei
- Star Tonight (1956, tv-sorozat, egy epizódban)
- Matinee Theatre (1956, tv-sorozat, egy epizódban)
- A siker édes illata (Sweet Smell of Success) (1957)
- Playhouse 90 (1959, tv-sorozat, egy epizódban)
- Bonanza (1960, tv-sorozat, egy epizódban)
- Key Witness (1960)
- The Light That Failed (1961, tv-film)
- Alfred Hitchcock bemutatja (Alfred Hitchcock Presents) (1961, tv-sorozat, egy epizódban)
- Follow the Sun (1961, tv-sorozat, egy epizódban)
- Alkonyzóna (The Twilight Zone) (1961, tv-sorozat, egy epizódban)
- Breaking Point (1963, tv-sorozat, egy epizódban)